# Torfhaus

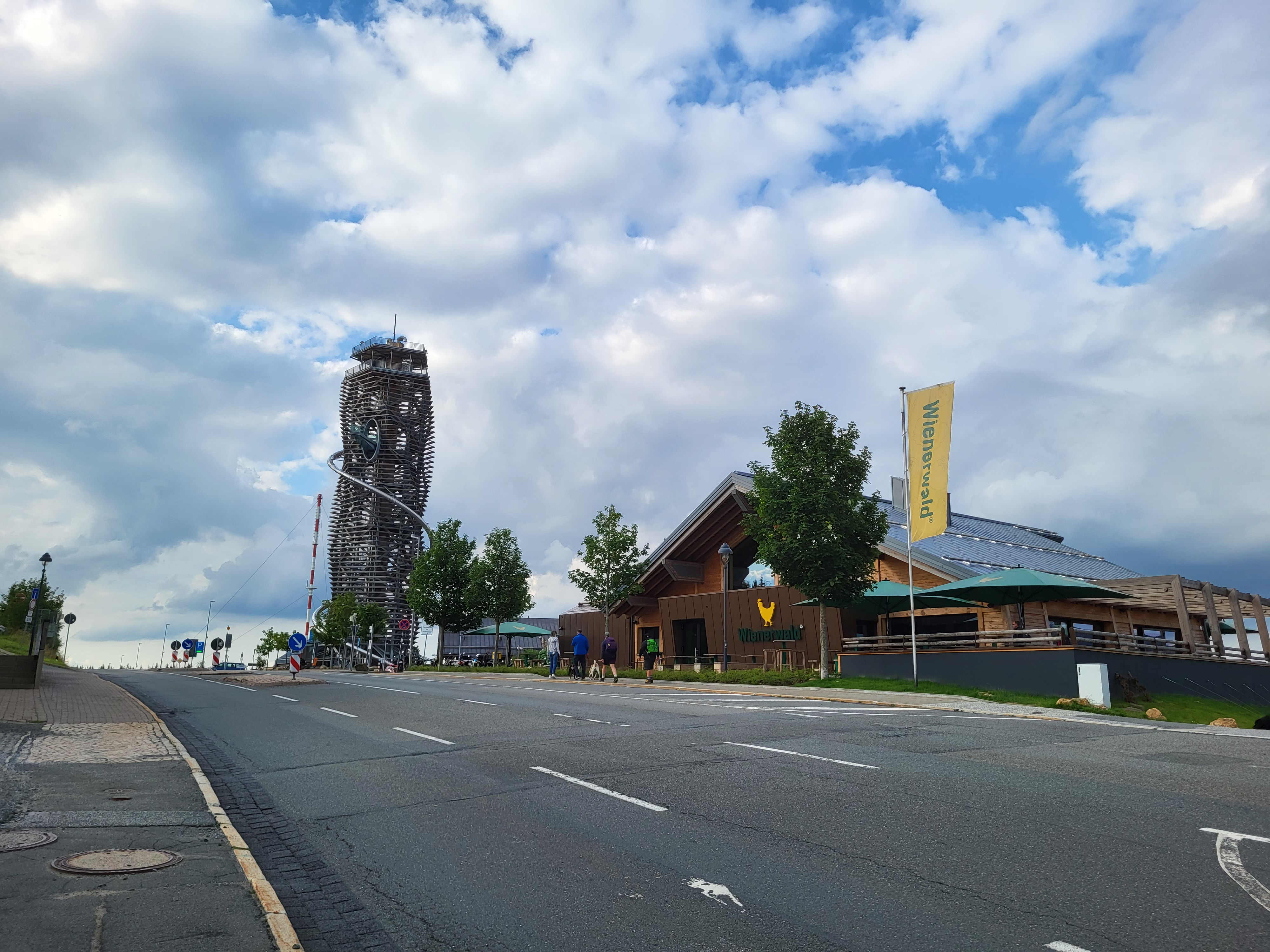
Blick nach Norden in Torfhaus, 2024

Torfhaus im Harz ist ein Ortsteil der Ortschaft Altenau-Schulenberg im Oberharz der Berg- und Universitätsstadt Clausthal-Zellerfeld im Landkreis Goslar. Mit etwa 800 m ü. NHN ist es die höchstgelegene Siedlung Niedersachsens. Der Tourismusort zählt 13 Einwohner und besteht vorwiegend aus Ausflugslokalen, Jugendheimen, Skihütten und großen Parkplätzen.
Auf Torfhaus befindet sich seit 2009 das Nationalpark-Besucherzentrum TorfHaus des Nationalparks Harz. Des Weiteren steht dort eine Jugendherberge des Deutschen Jugendherbergswerks. Im Juli 2013 wurde ein Ferienkomplex mit Hotel, Ferienhäusern und einem Outdoor-Geschäft eröffnet. Seit dem Sommer 2024 ist der 65 Meter hohe Harzturm mit Außenrutsche und Skywalk aus Glas in Betrieb.

## Geographische Lage
Torfhaus liegt im Oberharz, in einer kleinen sogenannten Nutzungszone des Nationalparks Harz. Der Ort ist vollständig umschlossen vom gemeindefreien Gebiet Harz im Landkreis Goslar.
Es befindet sich rund sechs Kilometer östlich von Altenau und etwa neun Kilometer (je Luftlinie) südlich von Bad Harzburg. Östlich von Torfhaus entspringt im Torfhausmoor (auch Radaubornmoor genannt), einem Hochmoor, die Radau. Die Bundesstraße 4 als Hauptverkehrsachse führt von Braunschweig her kommend durch Bad Harzburg am Nordharzrand, Torfhaus und Braunlage nach Nordhausen etwa am Südharzrand. Westlich bis nordnordwestlich von Torfhaus befindet sich der zweikuppige Höhenzug Lerchenköpfe mit den beiden Sendern Harz-West und Torfhaus.

## Geschichte
Torfhaus ist eine der jüngeren Siedlungen des Harzes und verdankt seine Entstehung dem Torfabbau. Im Jahr 1571 hat man die Gegend rund um Torfhaus im Auftrag des Herzog Julius zu Braunschweig und Wolfenbüttel erstmals auf Torfvorkommen untersucht. Zwei Jahre später begann der erste Torfstich, welcher jedoch vor 1618 erstmals eingestellt worden ist. Der Torfabbau begann wieder 1658 und wurde 1786 endgültig aufgegeben, da der Torf bei der vorherrschenden Witterung nicht trocknete. Ein erstes Gebäude namens Borkenkrug wird 1713 in den Forstamtsprotokollen erwähnt. Es handelte sich offensichtlich um ein Wege- und/oder Forsthaus. Die Straße stellte schon seinerzeit eine viel befahrene Verbindung zwischen Harzburg und Nordhausen dar. Der erste offiziell bestellte Torfaufseher Adam C. Hopstock fungierte von 1720 bis 1735. Ihm folgten Johann Schulze (bis 1750) und bis 1765 Johann Jakobs, der nicht nur als Torfaufseher, sondern auch als Förster und Wirt des Borkenkruges in Erscheinung trat. Sein Nachfolger Johann Christoph Degen führte 1777 Johann Wolfgang von Goethe zum Brocken und war bis 1788 im Amt. Er starb 1794 im Alter von 58 Jahren.
1813 wurden in Torfhaus sechs Einwohner und ein Haus gezählt. Die Verkehrsanbindung verbesserte sich 1829 mit dem Bau einer neuen Straße, welche dem Verlauf der B4 von Bad Harzburg über Torfhaus nach Braunlage ähnelt. 1836 ließ sich bereits der Forstarbeiter Otte in Torfhaus nieder. Ihm folgten 1842 und 1845 zwei weitere Forstarbeiter. 1842 wurde Torfhaus Poststation der Linie Bad Harzburg–Braunlage–Sankt Andreasberg. 1844 werden 7 Gebäude gezählt. Im selben Jahr bat der Torfhäuser Förster Theilkuhl beim Berggericht in Zellerfeld um die Einrichtung eines Friedhofs, welcher jedoch nicht genehmigt worden ist. 1867 kam es im Borkenkrug zur Einrichtung einer Försterei. Da der Borkenkrug am 13. September 1869 in Folge eines Blitzeinschlages abbrannte, wurde 1873 eine neue Försterei errichtet. 1892 wurden zwei Gebäude (Ober- und Unterförsterei, letztere war auch Gastwirtschaft und Poststation) mit 22 Einwohnern gezählt. Als die Oberförsterei im Mai 1893 abbrannte, errichtete man im heutigen Goetheweg ein neues Forstgehöft, welches mit Telegraphenausrüstung ausgestattet war.
1909 richtete der Braunschweiger Unternehmer Büssing eine Omnibuslinie von Bad Harzburg nach Torfhaus ein. In den Folgejahren entwickelte sich Torfhaus zu einem beliebten Feriendomizil. So wurden in den 1920er und 1930er Jahren Skihütten verschiedener Sportvereine auf Torfhaus errichtet. 1937 ist in Torfhaus eine Feuerhilfsstelle errichtet worden. Hotelpersonal sollte bis zum Eintreffen der Feuerwehr aus Altenau mit der in Torfhaus stationierten Handdruckspritze einen ersten Löschangriff fahren. Ferner entstand nebenstehend eine Sanitätsstation.
Baedekers Reiseführer Harz nennt 1943 als empfehlenswerte Unterkunft das Berghotel „Torfhaus“ (35 Betten), den „Brockenkrug“ (50 Betten), das „Landhaus Brockenblick“ (26 Betten), eine Militärskihütte sowie ein Unterkunftshaus der Alpenvereinszweige Braunschweig und Hannover mit 21 Betten und 16 Lagern.
Am 14. April 1945 drangen US-amerikanische Truppen von Altenau aus in Richtung Torfhaus vor und trafen auf heftigen Widerstand durch SS-Truppen und zwei Panzer. Erst am 15. April konnte die Siedlung besetzt werden, stand danach aber unter Beschuss deutscher Artillerie. Es erfolgte nachmittags sogar noch ein deutscher Gegenangriff, der allerdings abgewehrt werden konnte. In den folgenden Tagen kam es immer wieder zu kleinen Gefechten und Hinterhalten durch versprengte deutsche Soldaten, die sich in den Wäldern versteckt hielten. Als am 25. April zwei US-amerikanische Soldaten beim Betreten einer Skihütte am Schubenstein erschossen wurden, glaubten die Amerikaner, dass die Bewohner von Torfhaus die Soldaten in diesen Hinterhalt gelockt hätten. Am 27. April wurden die Einwohner aufgefordert, ihre Häuser zu verlassen und die gesamte Siedlung wurde in Brand gesteckt. Nur eine Schweizer Hütte, die durch eine Rot-Kreuz-Fahne geschützte Alpenvereinshütte sowie das Gästehaus „Wilhelmsburg“ blieben von dieser Vergeltungsaktion verschont. Die deutschen Gefallenen dieser Gefechte wurden später auf den Ehrenfriedhof an der B 4 umgebettet. Dort liegen auch die Gräber von 14 unbekannten sowjetischen Zwangsarbeitern. 1948 richtete man einen Polizeiposten ein, der bis 1955 besetzt war. Der Wiederaufbau der ersten Hotels und Restaurants erfolgte erst ab 1949. Neue Skihütten errichtete man 1951. Eine neue Revierförsterei entstand 1958 im heutigen Goetheweg 14. Im Jahr 1967 eröffneten im Goetheweg das Landschulheim und die Skihütte des Skiclubs Oker.
Bis zur Deutschen Wiedervereinigung 1990 war Torfhaus bekannt vor allem als Aussichtspunkt auf den nahen, aber unerreichbaren Brocken, der bei guter Sicht zum Greifen nahe hinter der innerdeutschen Grenze lag. Außerdem gab es hier ein Informationszentrum des Bundesgrenzschutzes über die Grenzsicherungsanlagen der damaligen DDR.
Pläne zum Bau einer Kapelle wurden 1966 und 1971 nicht umgesetzt. Im Jahre 2021 hatte der Ort Torfhaus nur noch 13 Einwohner, 2011 waren hier noch 22 Einwohner gemeldet gewesen.

## Tourismus und Sport
Auf Torfhaus befindet sich seit 2009 das Nationalpark-Besucherzentrum TorfHaus des Nationalparks Harz. Des Weiteren steht dort eine Jugendherberge des Deutschen Jugendherbergswerks sowie ein Ferienkomplex mit Hotel, Ferienhäusern und zwei Restaurants.
Torfhaus ist ein beliebter Ausgangspunkt für Wanderungen. Zum Beispiel kann man auf dem Goetheweg, der Teil des Harzer Hexenstiegs ist, vorbei am Torfhausmoor und am Quitschenberg zum Brocken, aber auch zum Dreieckigen Pfahl laufen. Andere Wege führen über Wurmberg oder Achtermannshöhe nach Braunlage, weitere als Magdeburger Weg Richtung Altenau oder vorbei an der Steilen Wand zur Wiege des Dammgrabens. Ein weiterer Wanderweg ist der Schubensteinweg, der von Torfhaus nach Osten führt. Zudem führen mehrere Mountainbiketrails durch Torfhaus. Renn- und Tourenradfahrer fahren die Ortschaft bevorzugt über die von Altenau kommende Landesstraße 504, die auch „Steile Wand“ genannt wird, an. Der Großparkplatz „Brockenblick“ ist ein von Motorradfahrern stark frequentierter Treffpunkt.
Ferner gibt es an den Lerchenköpfen Loipen für Skilanglauf. Daneben existieren eine Rodelbahn mit Lift sowie ein Skihang mit Schlepplift.
2021 begannen die Bauarbeiten für den 65 Meter hohen Harzturm als Holz-Stahl Aussichtsturm mit einer 110 Meter langen Außenrutsche und Skywalk. Am 1. November 2023 wurde der Turm eröffnet. Der Fahrstuhl, die Rutsche und der Skywalk aus Glas in 45 Metern Höhe gingen witterungsbedingt erst am 22. Juli 2024 in Betrieb. Der Harzturm ist bis zur ersten Plattform barrierefrei. Der Turmzugang erfolgt durch ein Eingangsgebäude mit Souvenirshop und Toilettenanlage.

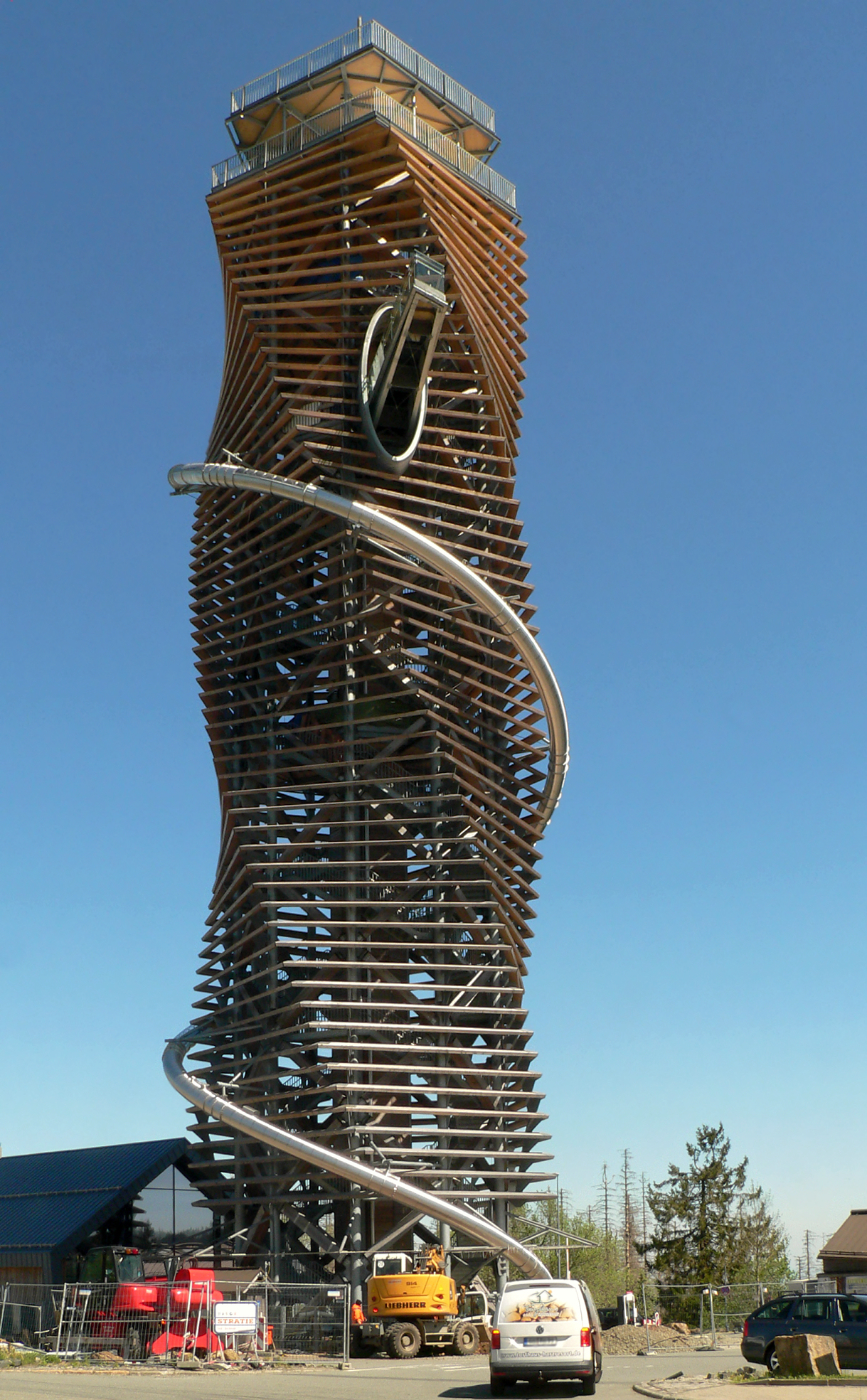
Harzturm mit Außenrutsche und Skywalk, 2024
Blick über das Torfhausmoor (auch Radaubornmoor genannt) zum Brocken
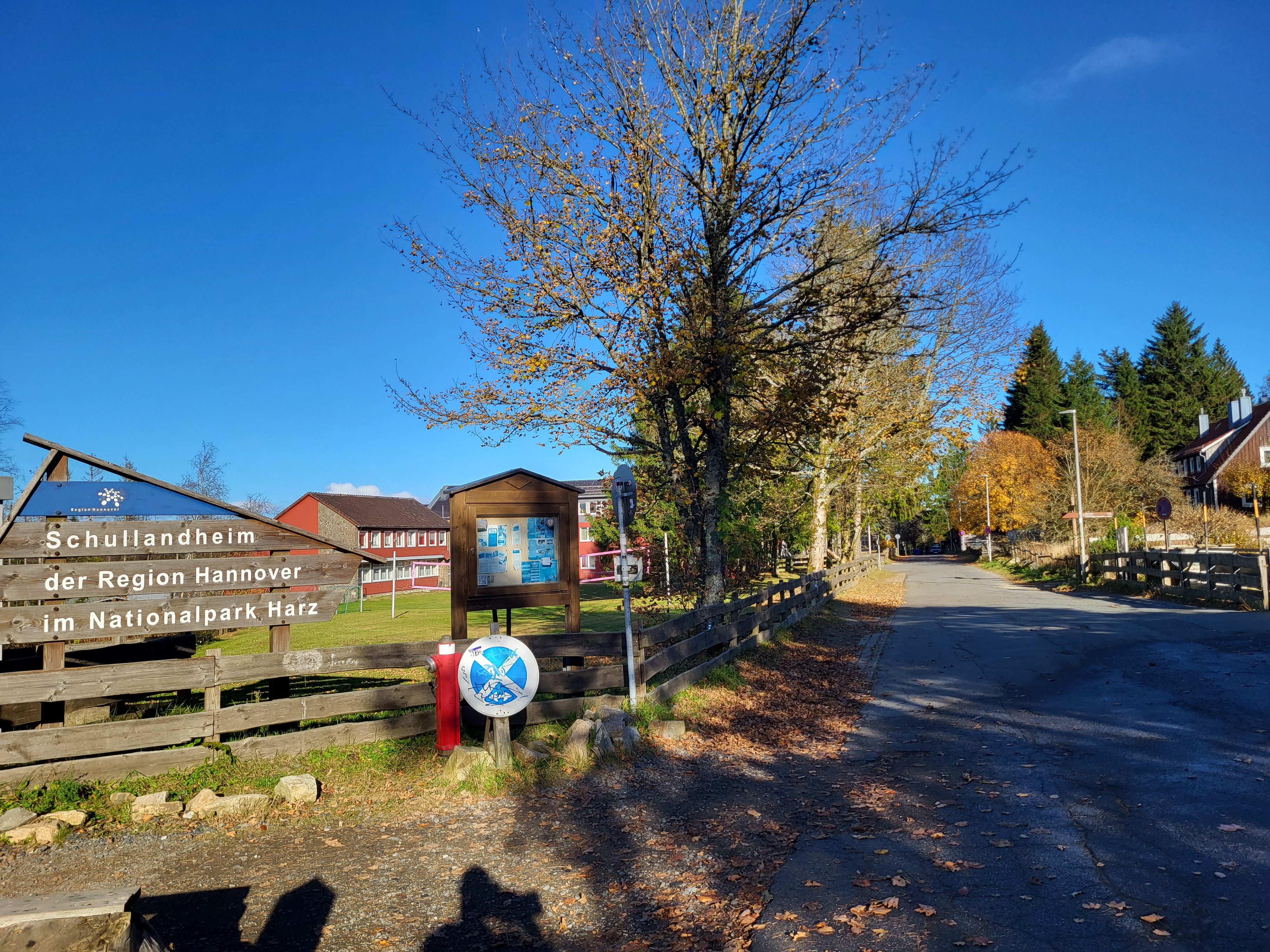
Goetheweg Torfhaus
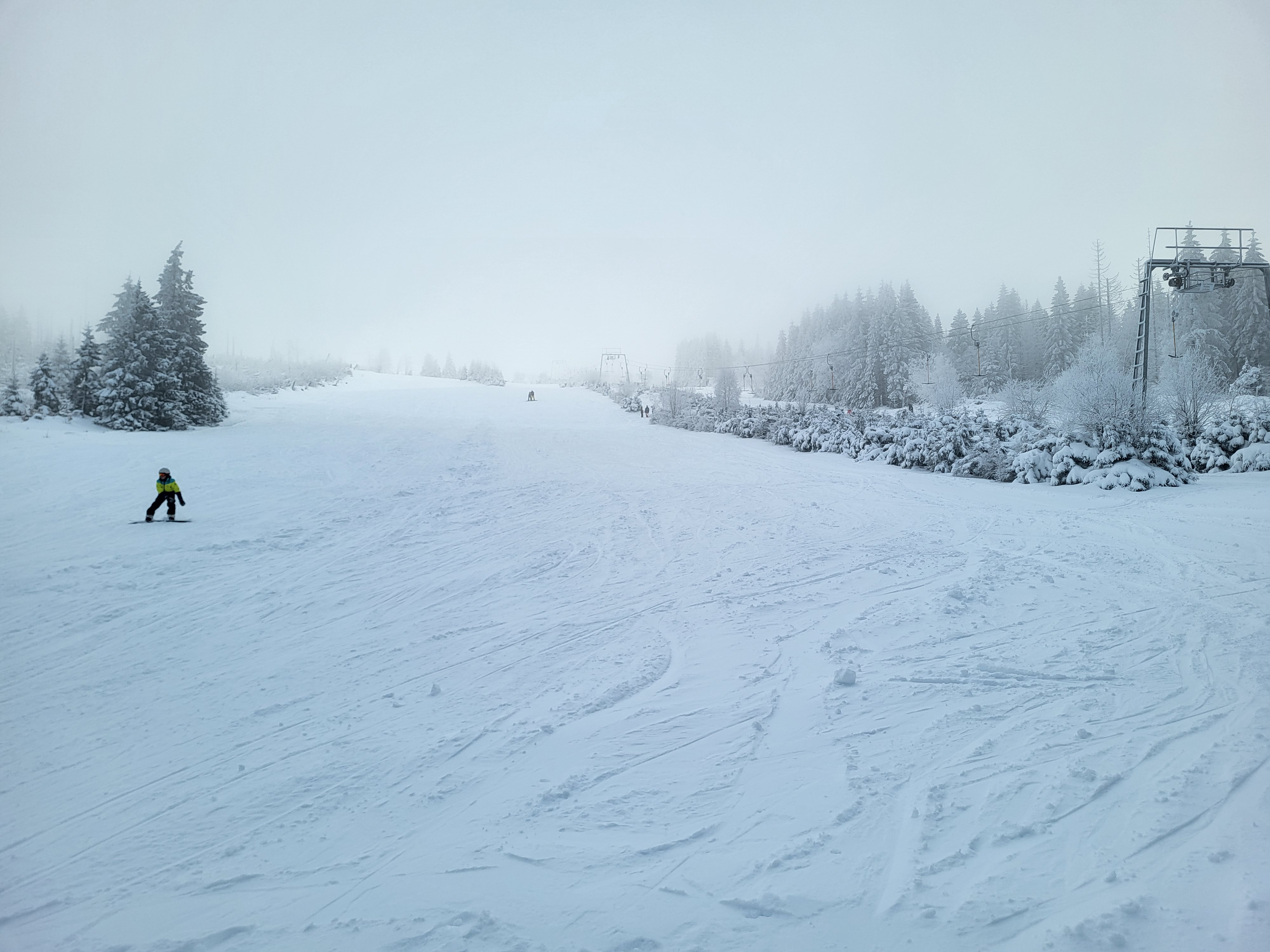
Skipiste am Rinderkopf
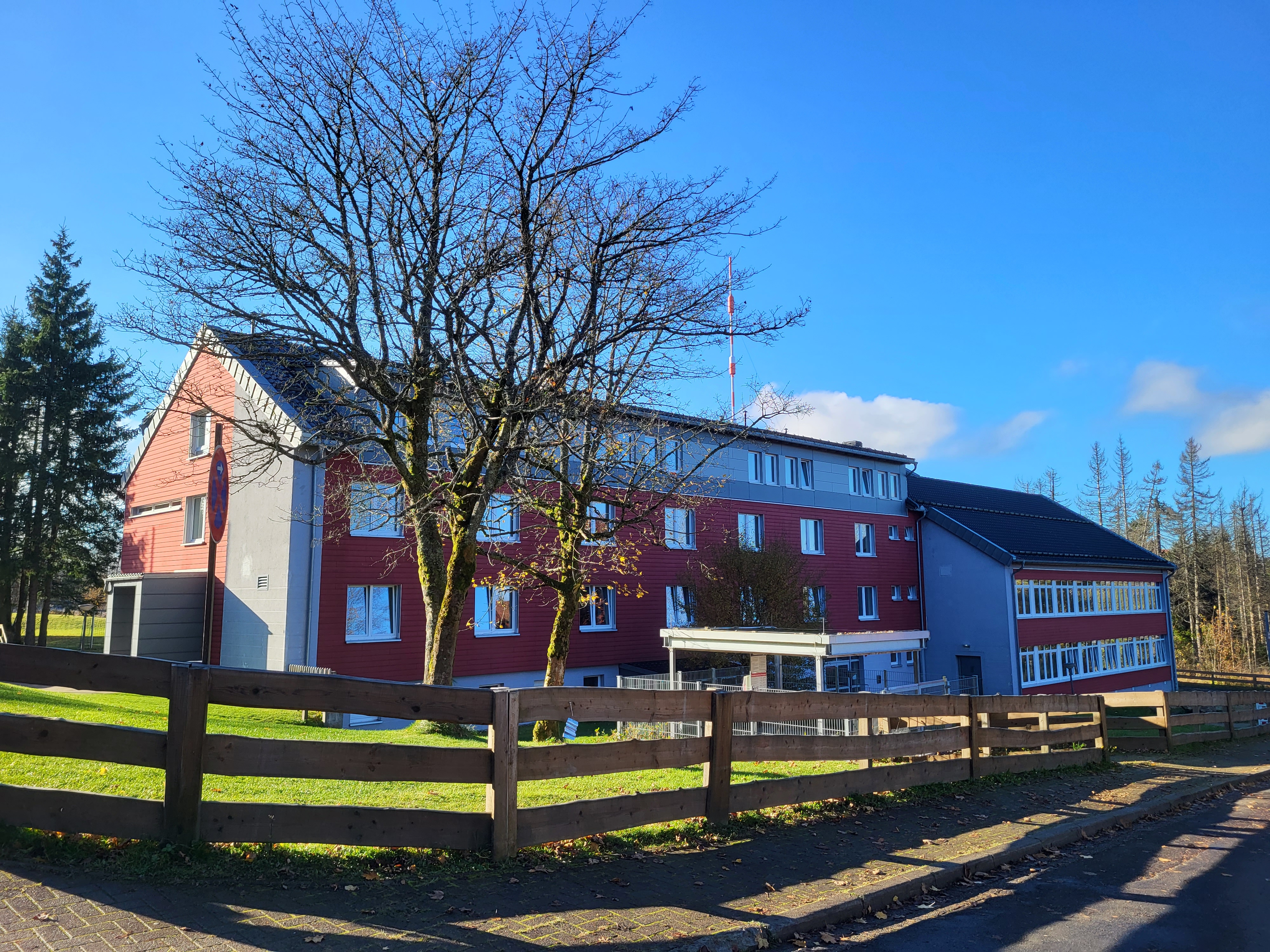
Landschulheim der Region Hannover im Goetheweg Torfhaus
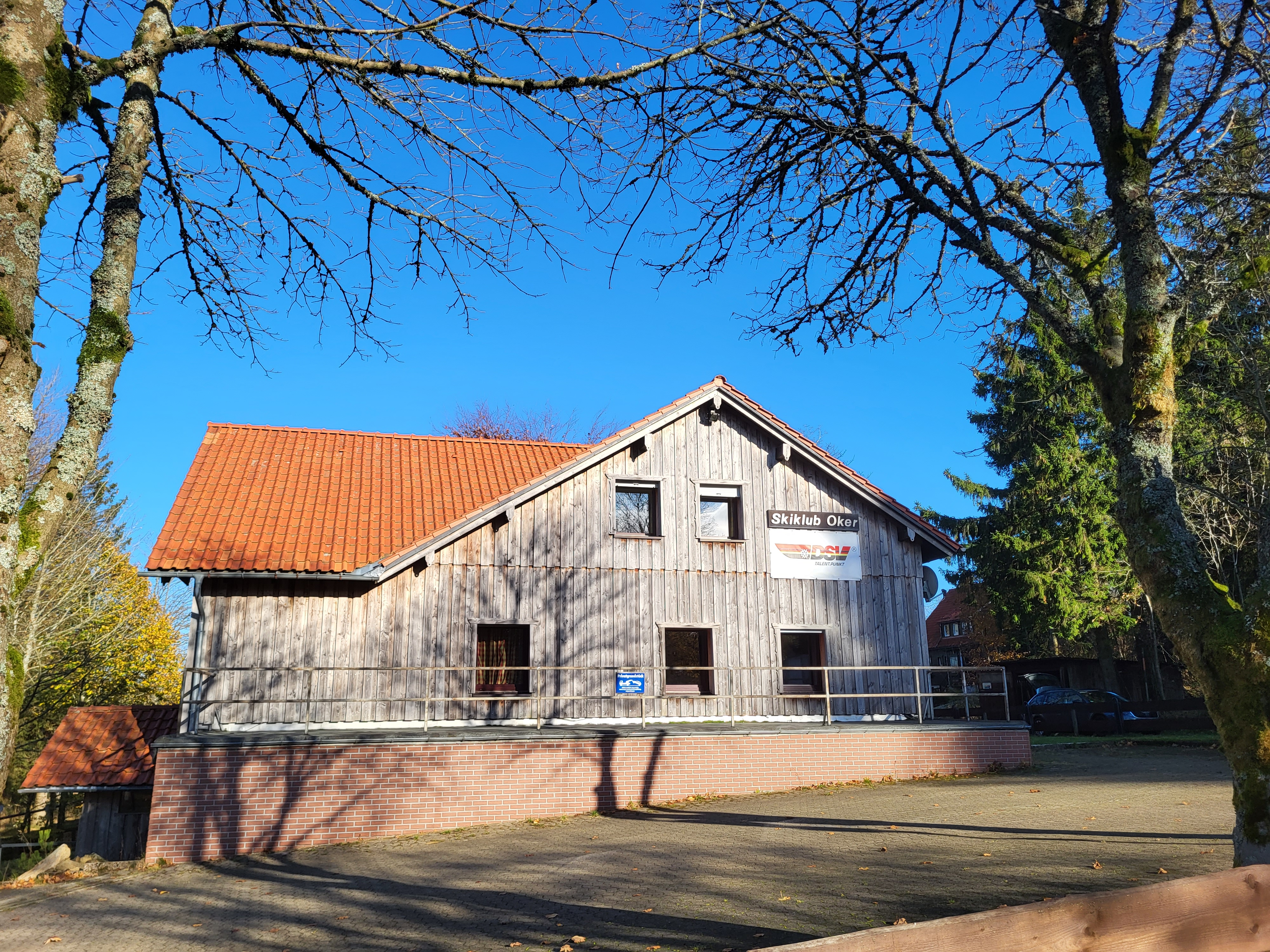
Hütte des Skiclub

## Nationalpark-Denkmal
Am Rande des Parkplatzes „Brockenblick“ wurde anlässlich der EXPO im Jahr 2000 ein Nationalpark-Denkmal errichtet. In der Mitte des Monuments befindet sich eine Erdkugel aus Metall, darum stehen jeweils in einem Winkel von etwa 120° drei Felsblöcke aus den Gesteinen Diabas, Gabbro und Granit. An einem der Felsblöcke befindet sich eine Schrifttafel mit einer deutschsprachigen Beschreibung zum Monument. Zwischen den drei Felsblöcken ist jeweils eine Schrifttafel in den Boden eingelassen, auf denen in insgesamt 30 Sprachen der Satz „Nationalparke – das Naturerbe bewahren“ geschrieben steht:
1. Tafel (zehn Sprachen): Albanisch, Arabisch, Chinesisch, Dänisch, Deutsch, Englisch, Finnisch, Französisch, Griechisch, Hebräisch
2. Tafel (zehn Sprachen): Hindi, Italienisch, Japanisch, Kroatisch, Lettisch, Litauisch, Niederländisch, Norwegisch, Polnisch, Portugiesisch
3. Tafel (zehn Sprachen): Rumänisch, Russisch, Schwedisch, Serbisch, Slowenisch, Spanisch, Swahili, Tschechisch, Türkisch, Ungarisch

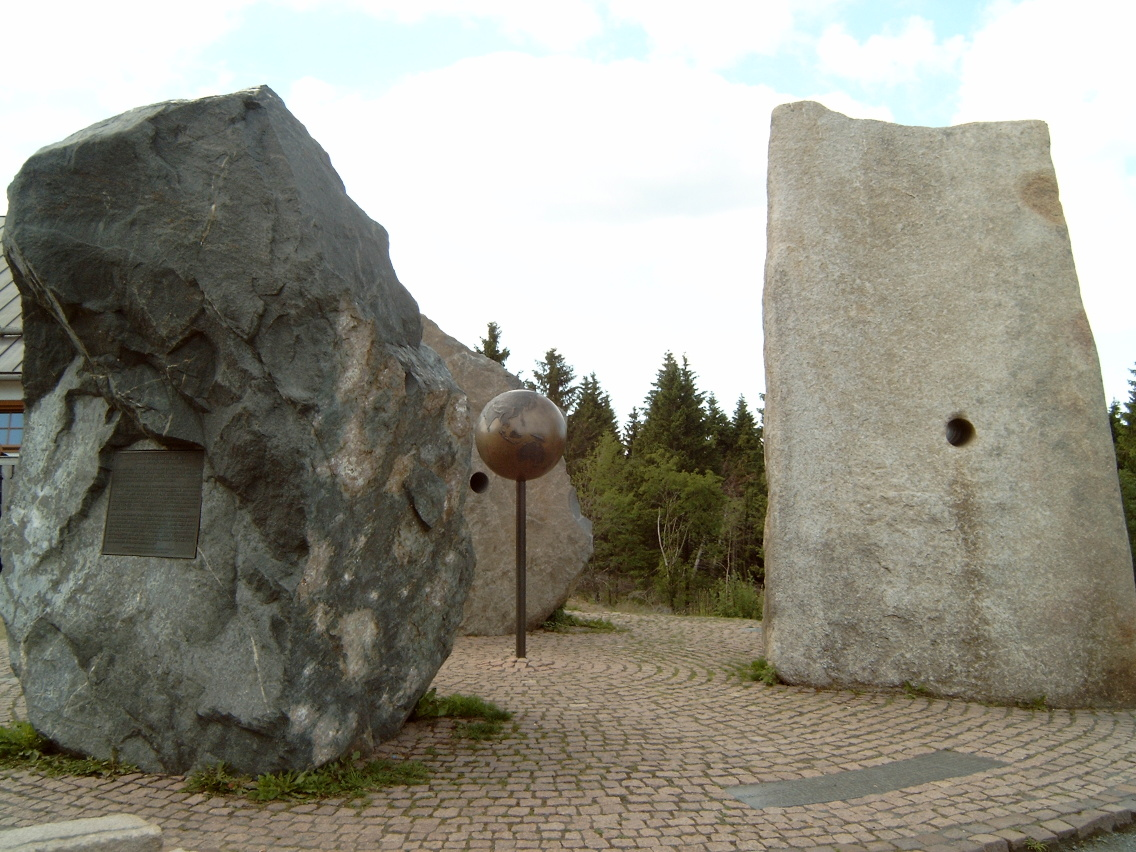
Monument für Nationalparks
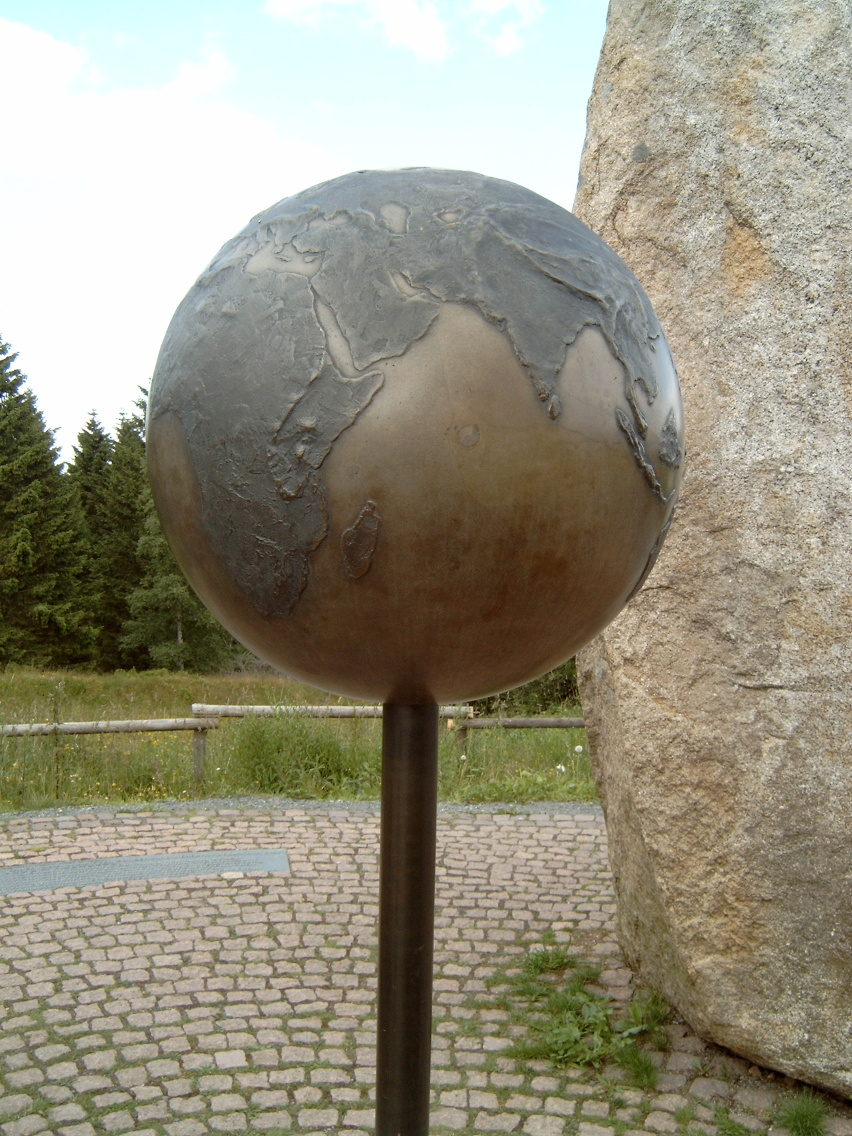
Monument, Erdkugel
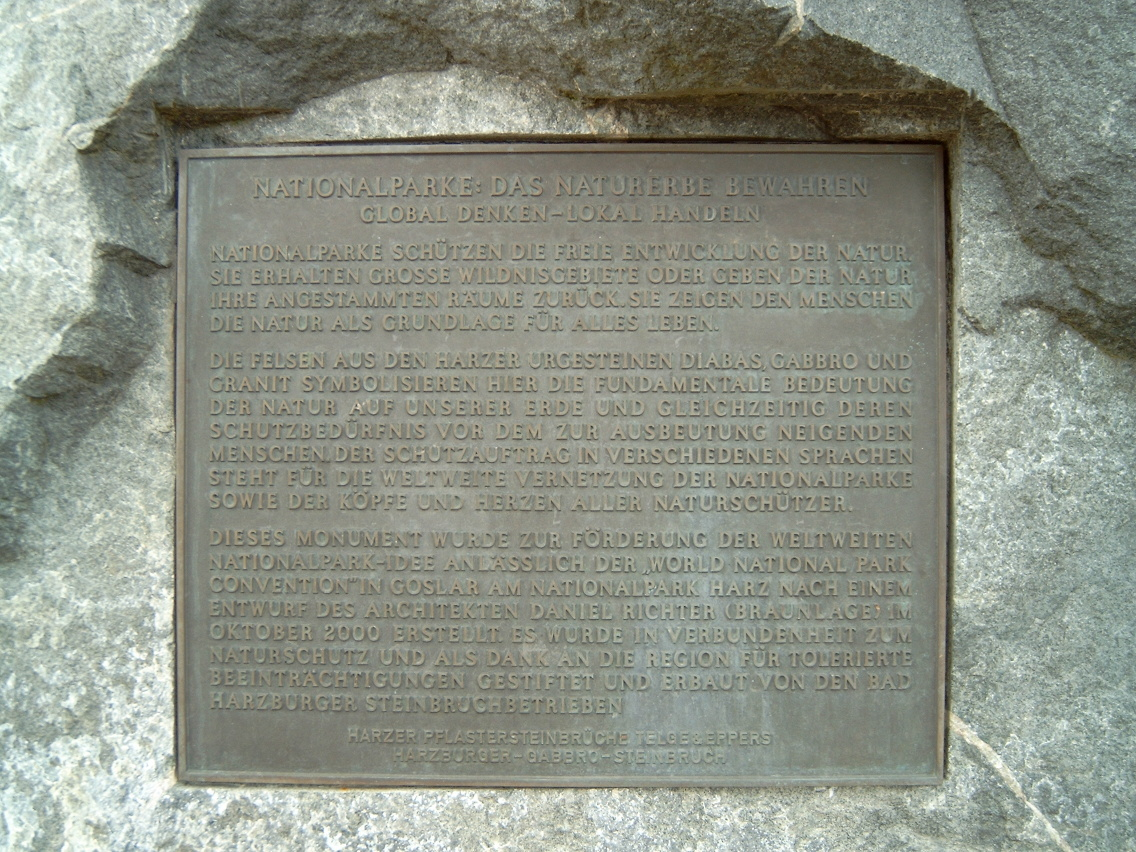
Monument, Schrifttafel mit deutschsprachiger Beschreibung
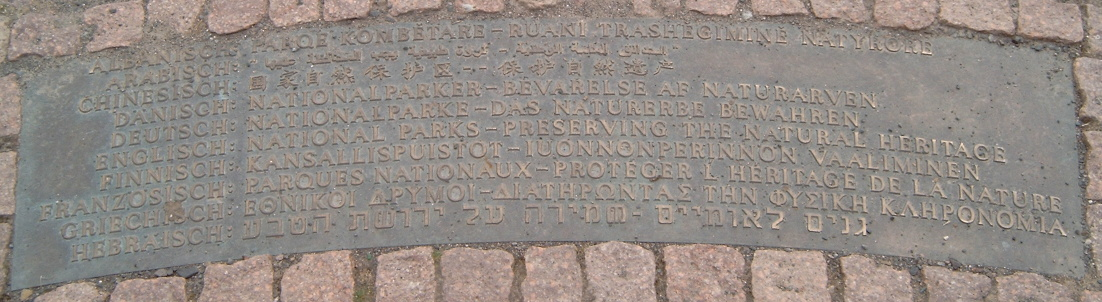
Monument, 1. Schrifttafel im Boden
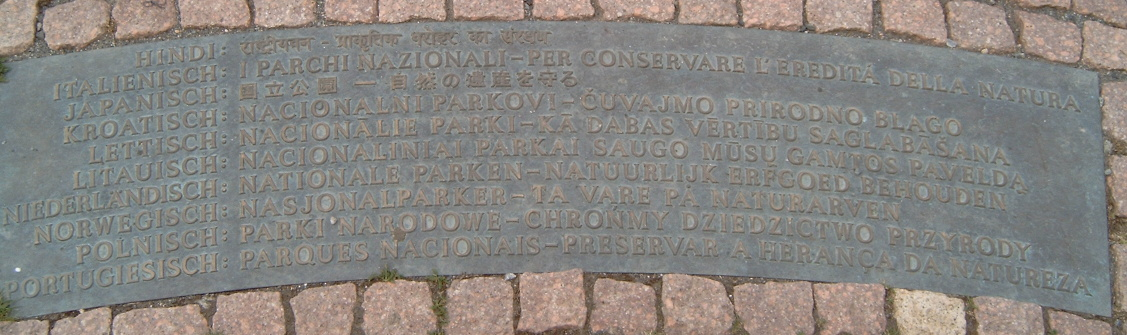
Monument, 2. Schrifttafel im Boden
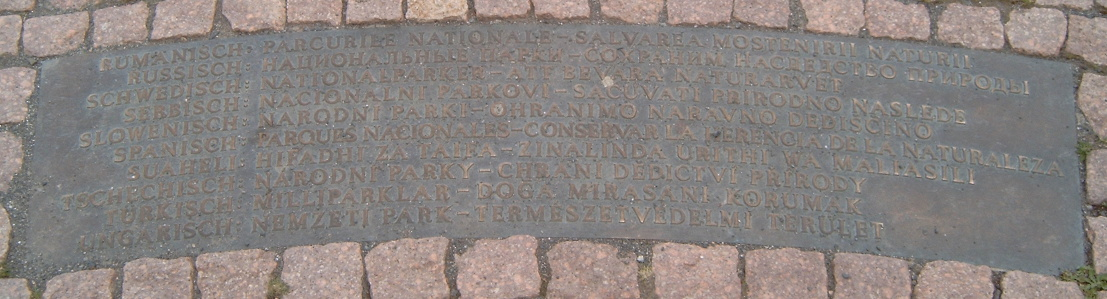
Monument, 3. Schrifttafel im Boden

## Verkehr
Die Siedlung Torfhaus liegt auf dem höchsten Punkt der B 4, jeweils rund 12 Kilometer zwischen Bad-Harzburg und Braunlage. In Torfhaus zweigt die 8 Kilometer lange Landstraße 504 nach Altenau ab.
Linienbusse der KVG fahren von Bad Harzburg über Torfhaus nach Braunlage und Busse der HarzBus fahren von Altenau über Torfhaus nach Sankt Andreasberg.

## Sendeanlagen
Die beiden zu Torfhaus gehörenden Kuppen der Lerchenköpfe sind Standorte von Rundfunk-Sendeanlagen. Der Sender Harz-West wird vom Norddeutschen Rundfunk (NDR) betrieben, der Sender Torfhaus von der Deutschen Funkturm (DFMG). Der Sendemast des NDR auf der Südkuppe, der zur Verbreitung des digitalen Fernsehens DVB-T und des UKW-Hörfunks dient, ist 235 m hoch. Die DFMG-Sendeanlagen (Nordkuppe) dienen zur Verbreitung von UKW-Hörfunk bzw. Richtfunk und sind 130 m bzw. 57 m hoch.

## Persönlichkeiten
In Torfhaus lebte zeitweise der Flugpionier Walter Spengler (1896–1930), für den am südlichen Ortseingang der Spenglerstein errichtet wurde.